# San Luca di Montefiore
Il San Luca di Montefiore è un dipinto a tempera e oro su tavola (30x22,5 cm) di Carlo Crivelli, databile al 1471 circa e conservato a Upton House presso Banbury, Oxfordshire. Si tratta di uno scomparto della predella dello smembrato Polittico di Montefiore dell'Aso. 

## Storia
Il polittico, già nella chiesa di San Francesco a Montefiore dell'Aso, venne smembrato nell'Ottocento e, ad eccezione degli scomparti rimasti a Montefiore (il cosiddetto Trittico di Montefiore), passò per l'antiquario romano Vallati nel 1858, prendendo poi varie strade. Il San Luca in particolare entrò nella collezione attuale nel 1948. 

## Descrizione e stile
L'unico indizio per individuare l'identità dell'apostolo sono la giovane età e la presenza del cartiglio, che hanno fatto pensare, per esclusione, a san Luca.  Il santo appare assorto nella lettura, ritratto a mezza figura con un segno grafico che si riscontra anche in altri pannelli del polittico.